# Gentiana emodii
Gentiana emodii är en gentianaväxtart som beskrevs av Cecil Victor Boley Marquand och Joseph Robert Sealy. Gentiana emodii ingår i släktet gentianor, och familjen gentianaväxter. Inga underarter finns listade i Catalogue of Life.